# Budíkov
Budíkov är en ort i Tjeckien.   Den ligger i regionen Vysočina, i den centrala delen av landet, 90 km sydost om huvudstaden Prag. Budíkov ligger 498 meter över havet och antalet invånare är 251.
Terrängen runt Budíkov är platt åt sydost, men åt nordväst är den kuperad. Terrängen runt Budíkov sluttar norrut. Runt Budíkov är det ganska glesbefolkat, med 45 invånare per kvadratkilometer. Närmaste större samhälle är Humpolec, 4,2 km söder om Budíkov. I omgivningarna runt Budíkov växer i huvudsak blandskog.